# Čhangthang

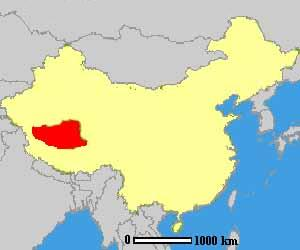
Poloha Čhangthangu na mapě Číny

Čhangthang (tibetsky བྱང་ཐང, Wylie: byang thang, čínsky: 羌塘, pchin-jin: Qiāngtáng) je náhorní plošina v severozápadním Tibetu, dnes na území Tibetské autonomní oblasti, z části zasahuje i do provincie Čching-chaj a do Ladaku patřícího k Indii. Celý Čhangthang je součástí Tibetské náhorní plošiny. Na Čhangthangu byla v roce 1993 zřízena Národní přírodní rezervace Čhangthang (羌塘国家级自然保护区), která zaujímá 400 000 km2 a je tak druhou největší přírodní rezervací na světě po NP severovýchodní Grónsko.

## Geografie
Převážná část Čhangthangu dnes náleží do tibetských prefektur Nagčhu a Ngari. Průměrná nadmořská výška plošiny Čhangthang se pohybuje okolo 5000 m n. m. Na jihovýchodě hraničí plošina s pohořím Ňänčhen Thanglha (གཉན་ཆེན་ཐང་ལྷ་, nejvyšší hora 7 162 metrů) a Gangtise (གངས་ཏི་སེ་, nejvyšší hora 7 095 metrů, nejznámější hora Kailás), které jsou součástí Transhimálaje. Na severu hraničí s pohořím Kchun-lun-šan a Hoh Xil (též Kekexili).

## Vodstvo
V oblasti pramení mnoho řek, např. Dlouhá řeka. Jezera zaujímají přibližně 25 000 km2, z toho 4 jezera mají rozlohu větší 1000 km2 (např. 1920 km2 jezero Namco, jezero Siling 1530 km2). Rozlohu větší 500 km2 má 7 jezer (Trari namco 950 km2, Dangra jumco 830 km2). Větší než 100 km2 42 jezer a dalších více než 700 menších jezer.

## Fauna
Na území Čhangthangu žije množství chráněných živočichů. čiru - tibetská antilopa, kiang - divoký osel, goa - tibetská gazela, jak divoký, koza horská, nahur modrý, rys, husa indická, racek hnědohlavý, jeřáb a další druhy ptactva a ryb.